# Krankenkommunion
Als Krankenkommunion bezeichnen die römisch-katholische Kirche, die alt-katholische Kirche und die Anglikanische Gemeinschaft den Empfang der Kommunion durch Gläubige, die wegen Krankheit oder altersbedingter Beschwerden einige Zeit oder überhaupt nicht mehr an einer heiligen Messe teilnehmen können. In der lutherischen Kirche entspricht dem das Hausabendmahl. 

## Geschichte
Bereits in frühester Zeit gehörte zu den Aufgaben der Kirche die Sorge um die Kranken, die über eine rein körperliche Versorgung und Pflege hinaus auch die Sorge um ihr Seelenheil mit einschloss. Bereits im zweiten Jahrhundert belegt Justin der Märtyrer die Praxis der Krankenkommunion. Bereits das Konzil von Nicäa erwähnt die Krankenkommunion und weist sie den Sterbesakramenten zu.
Seit der karolingischen Liturgiereform war die Spendung der Krankenkommunion allein den Priestern vorbehalten.

## Empfang der Krankenkommunion
Die Krankenkommunion kann zu jeder Zeit empfangen werden, außer am Karsamstag; hier kann sie nur als Wegzehrung in Todesgefahr gespendet werden.
Ordentliche Spender der Krankenkommunion für Menschen, die nicht am Gemeindegottesdienst teilnehmen können, sind Priester und Diakone, als außerordentliche beauftragte Spender fungieren auch Laien in der Funktion ehrenamtlicher Kommunionhelfer. Für die Wegzehrung als besonderer Form der Krankenkommunion kann der Priester neben Diakonen ebenso Kommunionhelfer oder auch Angehörige beauftragen, die Krankenkommunion zu spenden. Besonders sinnvoll ist die Krankenkommunion im Anschluss an die sonntägliche Eucharistiefeier der Gemeinde. Die Hostie wird in einem Gefäß, Pyxis genannt, zum Kranken gebracht. Können Kranke die Kommunion in Gestalt der Hostie nicht mehr empfangen, kann sie als Kelchkommunion gereicht werden.
Soweit es möglich ist, soll die Feier der Krankenkommunion im Rahmen eines Hausgottesdienstes mit Angehörigen und Nachbarn begangen werden; die Mitfeiernden können zugleich mit dem Kranken die Kommunion, auch unter beiden Gestalten, empfangen.
Ablauf der Feier

Eröffnung

Gruß

Verehrung des Allerheiligsten

Reichen des Weihwassers

Schuldbekenntnis und Vergebungsbitte

Wortgottesdienst

Lesung(en)

Fürbitten

Kommunion

Gebet des Herrn

(Vorbereitungsgebet)

Einladung zur Kommunion

Kommunion

(Stilles) Gebet nach der Kommunion

Schlussgebet

Abschluss

Segen